# Иваншчица
Иваншчица (хорв. Ivanščica), также Иванчица (хорв. Ivančica) — горная цепь в северной Хорватии. Расположена в северной части Хорватского Загорья, отделяя его от равнинной Подравины. Высочайшая вершина хребта также называется Иваншчица, имеет высоту 1061 метр. Иваншчица протянулась с запада на восток, длина хребта около 30 километров, ширина до 9 километров.
На северных склонах хребта берёт начало река Бедня, на южных - Крапина, на восточных - Лонья. С севера у подножья хребта находятся города Иванец и Лепоглава, с запада - Крапина, с востока - Вараждинске-Топлице. Холмы Иваншчицы покрыты лесом, в зоне выше 300 метров, в основном, буковым, ниже - смешанным.